# Archidiocèse de Kigali
L'archidiocèse de Kigali, au Rwanda, a été érigé canoniquement le 10 avril 1976 par le pape Paul VI. Son archevêque est Mgr Antoine Kambanda, qui siège à la cathédrale Saint-Michel de Kigali. Il est l'une des juridictions de l'Église catholique du Rwanda.
Ce diocèse a une superficie de 3 116 km². Le territoire diocésain est issu d'une répartition de l'archidiocèse de Kabgayi. Il y a 683 441 fidèles catholiques en 2004, soit 50,6 % de la population totale. 
115 prêtres portent leur ministère dans 20 paroisses. Près de 400 personnes sont membres d'ordres religieux.	

## Archevêques
- 10 avril 1976-† assassiné le 8 juin 1994 : Vincent Nsengiyumva
  - 8 juin 1994-9 mars 1996 : siège vacant
- 9 mars 1996-19 novembre 2018 : Thaddée Ntihinyurwa
- depuis le 19 novembre 2018 : Antoine Kambanda

## Suffragants
- Diocèse de Butare
- Diocèse de Byumba
- Diocèse de Cyangugu
- Diocèse de Gikongoro (de)
- Diocèse de Kabgayi
- Diocèse de Kibungo
- Diocèse de Nyundo (de)
- Diocèse de Ruhengeri (de)

## Sources
- Cet article est partiellement ou en totalité issu de l'article intitulé « Liste des archevêques de Kigali » (voir la liste des auteurs).